# اممابودا
اممابودا (به سوئدی: Emmaboda) یک منطقهٔ مسکونی در سوئد است که در بخش اممابودا واقع شده‌است. اممابودا ۵٫۹۱ کیلومتر مربع مساحت و ۴٬۸۲۴ نفر جمعیت دارد.